# Campeonato de España de Fórmula Renault
El Campeonato de España de Fórmula Renault fue un campeonato de Fórmula Renault disputado en España entre los años 1991 y 1997. Dejó de disputarse cuando se creó la Fórmula Nissan, actualmente Fórmula V8 3.5.

## Campeones
| Año  | Piloto                 | Escudería            | Chasis          |
| ---- | ---------------------- | -------------------- | --------------- |
| 1991 | Antonio Albacete       | Manor Motorsport     | Van Diemen FR91 |
| 1992 | Ricardo Garcia Galiano | Meycom               | Orion           |
| 1993 | David Bosch            | Ofensiva Dos by RFEA | Alpa            |
| 1994 | Javier Díaz            | FAD Sport            | Van Diemen      |
| 1995 | Javier Díaz            | FAD Sport            | Van Diemen      |
| 1996 | Bruno Correia          | ?                    | Tatuus          |
| 1997 | Polo Villaamil         | Elide Racing         | Tatuus          |

## Temporadas
| N.º | Piloto              | Pts |
| --- | ------------------- | --- |
| 1   | Antonio Albacete    | 84  |
| 2   | Roger Morback       | 63  |
| 3   | Ricardo G.ª Galiano | 58  |
| 4   | Pedro Martínez      | 46  |
| 5   | Iñaki Soto          | 43  |
| 6   | Iván Arias          | 32  |
| 7   | Julio Diéguez       | 31  |
| 8   | Eusebio Güell       | 31  |
| 9   | Carlos Pérez Sala   | 28  |
| 10  | Bernabé Calatayud   | 19  |

| N.º | Piloto                 | Pts |
| --- | ---------------------- | --- |
| 1   | Javier Díaz            | 93  |
| 2   | Miguel Ángel de Castro | 73  |
| 3   | Luigi Mazzali          | 67  |
| 4   | Angel Burgueño         | 66  |
| 5   | Manuel Izaguirre       | 39  |
| 6   | Julio Diéguez          | 37  |
| 7   | Josué Burgueño         | 36  |
| 8   | David Bosch            | 30  |
| 9   | Jose Mª Pérez          | 28  |
| 10  | Oscar Cabeza           | 25  |

| N.º | Piloto                | Pts |
| --- | --------------------- | --- |
| 1   | Polo Villaamil        | 67  |
| 2   | Rafael Sarandeses     | 60  |
| 3   | Jesús Díez-Villarroel | 58  |
| 4   | Jordi Nogués          | 53  |
| 5   | Sergio García         | 48  |
| 6   | Jose Mª Pérez         | 45  |
| 7   | Philippe Benoliel     | 33  |
| 8   | Ramón Caus            | 33  |
| 9   | Germán Pérez          | 31  |
| 10  | Sergi Yborra          | 22  |

| N.º | Piloto              | Pts |
| --- | ------------------- | --- |
| 1   | Ricardo G.ª Galiano | 80  |
| 2   | Javier Díaz         | 75  |
| 3   | Roger Morback       | 59  |
| 4   | Carlos Pérez-Sala   | 55  |
| 5   | Iñaki Soto          | 47  |
| 6   | Manuel Izaguirre    | 46  |
| 7   | Antonio Cutillas    | 36  |
| 8   | Bernabé Calatayud   | 30  |
| 9   | Luigi Mazzali       | 23  |
| 10  | Pedro L. Calle      | 22  |

| N.º | Piloto         | Pts |
| --- | -------------- | --- |
| 1   | Javier Díaz    | 78  |
| 2   | Angel Burgueño | 75  |
| 3   | Peter Sundberg | 71  |
| 4   | Bruno Correia  | 64  |
| 5   | Jose Mª Pérez  | 46  |
| 6   | Joaquín Capsi  | 42  |
| 7   | David Bosch    | 38  |
| 8   | Lluis Llobet   | 23  |
| 9   | Juan Ibarra    | 22  |
| 10  | Julio Diéguez  | 21  |

| N.º | Piloto             | Pts |
| --- | ------------------ | --- |
| 1   | David Bosch        | 93  |
| 2   | Angel Burgueño     | 92  |
| 3   | Gonzalo Rodríguez  | 61  |
| 4   | Manuel Izaguirre   | 45  |
| 5   | Luigi Mazzali      | 44  |
| 6   | Ricardo Gª Galiano | 41  |
| 7   | Víctor Fernández   | 36  |
| 8   | Iñaki Soto         | 35  |
| 9   | Marcelo Bresciani  | 32  |
| 10  | Julio Diéguez      | 23  |

| N.º | Piloto                 | Pts |
| --- | ---------------------- | --- |
| 1   | Bruno Correia          | 62  |
| 2   | Peter Sundberg         | 60  |
| 3   | Jose Mª Pérez          | 60  |
| 4   | Javier Morcillo        | 56  |
| 5   | Ricardo G.ª Galiano    | 37  |
| 6   | Sylvain Boeffard       | 35  |
| 7   | Stanislas D'Oultremont | 32  |
| 8   | Jordi Nogués           | 32  |
| 9   | Andrés Rodríguez       | 30  |
| 10  | Joaquín Capsi          | 29  |